# 이병철 (전라북도의원)
이병철(李炳喆, 1961년 12월 7일 ~ )은 대한민국 전라북도의회 의원이다.

## 학력
- 전주전라고등학교 졸업
- 전주대학교 영어영문학과 졸업

## 경력
- 이병철영어학원 원장
- 전라북도 국제교류센터 센터장
- 포럼미래 대표
- 2018년 7월 1일 ~ 2022년 6월 30일: 제11대 전라북도의회 의원
  - 2018.07 ~ 2019.06: 제11대 전라북도의회 전반기 예산결산특별위원회 부위원장
  - 제11대 전라북도의회 전반기 공공기관유치특별위원회 위원
  - 2019.07 ~ 2020.06: 제11대 전라북도의회 제2기 윤리특별위원회 위원
  - 2020.07 ~ 2022.06: 제11대 전라북도의회 후반기 운영위원회 위원
  - 2020.07 ~ 2022.06: 제11대 전라북도의회 후반기 환경복지위원회 부위원장
  - 2020.07 ~ 2022.06: 제11대 전라북도의회 후반기 공공기관유치특별위원회 위원
  - 2020.07 ~ 2022.06: 제11대 전라북도의회 후반기 남북교류협력위원회 위원장
- 2022년 7월 1일 ~ : 제12대 전라북도의회 의원
  - 제12대 전라북도의회 전반기 환경복지위원회 위원장

## 역대 선거 결과
|  | 0% |

|  | 0% |